# Monterosso Calabro
Monterosso Calabro község (comune) Olaszország Calabria régiójában, Vibo Valentia megyében.

## Fekvése
A megye északkeleti részén fekszik. Határai: Capistrano, Maierato és Polia.

## Története
A települést a középkorban alapították. Hosszú ideig Filadelfiához tartozott. Középkori épületeinek nagy része az 1783-as calabriai földrengésben elpusztult. A 19. század elején vált önálló községgé, amikor a Nápolyi Királyságban felszámolták a feudalizmust.

## Népessége
A népesség számának alakulása:

## Főbb látnivalói
- Palazzo Massara
- Palazzo Basile
- Maria SS. del Carmelo-templom
- Maria del SS. Soccorso-templom
- Madonna del Rosario-templom